# Copa do Mundo de Futsal de 1989
A Copa do Mundo de Futsal da FIFA de 1989 foi disputado nos Países Baixos entre 5 de janeiro e 15 de janeiro. Foi a primeira edição desta competição organizada pela FIFA.
O Brasil foi o campeão do torneio derrotando os neerlandeses na final.

## Primeira fase

### Grupo A
| Classificação | Pt | J | V | E | D | GF | GC | SG  |
| ------------- | -- | - | - | - | - | -- | -- | --- |
| Países Baixos | 5  | 3 | 2 | 1 | 0 | 10 | 5  | +5  |
| Paraguai      | 4  | 3 | 1 | 2 | 0 | 9  | 4  | +5  |
| Dinamarca     | 3  | 3 | 1 | 1 | 1 | 12 | 10 | +2  |
| Argélia       | 0  | 3 | 0 | 0 | 3 | 5  | 17 | -12 |

### Grupo B
| Classificação  | Pt | J | V | E | D | GF | GC | SG  |
| -------------- | -- | - | - | - | - | -- | -- | --- |
| Brasil         | 4  | 3 | 2 | 0 | 1 | 14 | 4  | +10 |
| Hungria        | 4  | 3 | 2 | 0 | 1 | 17 | 9  | +8  |
| Espanha        | 4  | 3 | 2 | 0 | 1 | 14 | 9  | +5  |
| Arábia Saudita | 0  | 3 | 0 | 0 | 3 | 4  | 27 | -23 |

### Grupo C
| Classificação | Pt | J | V | E | D | GF | GC | SG |
| ------------- | -- | - | - | - | - | -- | -- | -- |
| Bélgica       | 6  | 3 | 3 | 0 | 0 | 8  | 1  | +7 |
| Argentina     | 6  | 3 | 2 | 0 | 1 | 6  | 5  | +1 |
| Canadá        | 2  | 3 | 1 | 0 | 2 | 7  | 7  | 0  |
| Japão         | 0  | 3 | 0 | 0 | 3 | 3  | 11 | -8 |

### Grupo D
| Classificação  | Pt | J | V | E | D | GF | GC | SG  |
| -------------- | -- | - | - | - | - | -- | -- | --- |
| Estados Unidos | 5  | 3 | 3 | 0 | 0 | 10 | 3  | +7  |
| Itália         | 4  | 3 | 2 | 0 | 1 | 12 | 6  | +6  |
| Austrália      | 3  | 3 | 0 | 1 | 2 | 6  | 8  | -2  |
| Zimbabwe       | 0  | 3 | 0 | 1 | 2 | 3  | 14 | -11 |

Sergio Benatti, da seleçao brasileira, foi tambem artilheiro deste mundial com 7 gols, empatando com o hungaro.

## Segunda fase

### Grupo 1
| Classificação | Pt | J | V | E | D | GF | GC | SG |
| ------------- | -- | - | - | - | - | -- | -- | -- |
| Bélgica       | 5  | 3 | 2 | 1 | 0 | 9  | 4  | +5 |
| Países Baixos | 3  | 3 | 1 | 1 | 1 | 8  | 6  | +2 |
| Itália        | 2  | 3 | 1 | 0 | 2 | 5  | 10 | -5 |
| Hungria       | 2  | 3 | 0 | 2 | 1 | 6  | 8  | -2 |

### Grupo 2
| Classificação  | Pt | J | V | E | D | GF | GC | SG |
| -------------- | -- | - | - | - | - | -- | -- | -- |
| Estados Unidos | 6  | 3 | 3 | 0 | 0 | 10 | 4  | +6 |
| Brasil         | 4  | 3 | 2 | 0 | 1 | 14 | 9  | +5 |
| Paraguai       | 2  | 3 | 1 | 0 | 2 | 5  | 10 | -5 |
| Argentina      | 0  | 3 | 0 | 0 | 3 | 7  | 13 | -6 |

## Semifinais
| 14 de janeiro de 1989 | Bélgica                            | 3 – 3    | Brasil                               | Público: 2,500 Árbitro: Laszlo Molnar (HUN) |
|                       | Reul 16' · Schreurs 54' · Maes 57' | (Report) | Raul 41' · Cadinho 53' · Benatti 56' |                                             |

|                                                                  |     | Penalidades                                          |  |
| Nico Papanicolaou: Johan Lamotte: Herman Beyers: Rudi Schereurs: | 3–5 | Benatti: Marquinhos: Serginho: Raul: Carlos Alberto: |  |

| 14 de janeiro de 1989 | Holanda         | 2 – 1     | Estados Unidos | Público: Árbitro: |
|                       | Hermans 23' 26' | Relatório | Gabarra 33'    |                   |

## Terceiro lugar
| 15 de janeiro de 1989 | Bélgica      | 2 – 3 | Estados Unidos                   | Público: Árbitro: |
|                       | Maes 15' 25' |       | Vermes 8' 59' · Windischmann 43' |                   |

## Final
| 15 de janeiro de 1989 | Holanda      | 1 – 2     | Brasil                 | Sportpaleis Ahoy, Roterdã                                                   |
|                       | Loosveld 43' | Relatório | Benatti 10' · Raul 46' | Público: 4,200 Árbitro: William N. M. Crombie Árbitro 2: Kim Milton Nielsen |

| Holanda | Brasil |

## Premiação
| Vencedor       |                |
| -------------- | -------------- |
| BRASIL Campeão |                |
| Vice-campeão   | Países Baixos  |
| 3º lugar       | Estados Unidos |
| 4º lugar       | Bélgica        |